# Csurenypuszta
Csurenypuszta település Romániában, Szilágy megyében.

## Fekvése
Csákigorbótól északkeletre, Zálha és Almáscsáka között fekvő település.

## Története
A fennmaradt hagyományok szerint Csureny a tatárjáráskor elpusztult település volt. Az elpusztult falu helyét később erdő nőtte be, melyet még az 1800-as évek legvégén is Gyalu Beserici (templom dombja) néven neveztek. A megmaradt lakosok idővel a régi település helyétől lentebb költöztek, mostani helyükre.
Csurenypuszta Almáscsákával és Zálhával együtt Almás vára tartozéka, és Bebek György birtoka volt.
Az 1800-as évek előtt Almáscsákához, majd Zálhához tartozó hely volt. Sorsa 1910-ig megegyezett e két település sorsával, 1910-ben vált külön Zálhától.
1910-ben 192 lakosa volt, melyből 188 román, 1 magyar és 3 német volt. 1977-ben 219 román lakosa volt. A 2002-ben végzett népszámlálás adatai szerint 138 román, 1 magyar lakosélt a településen.
Csurenypuszta a trianoni békeszerződés előtt Szolnok-Doboka vármegye Csákigorbói járásához tartozott.

## Nevezetességek
- Görög k. temploma.